# Афанасов, Владимир Александрович
Владимир Александрович Афанасов (26 сентября 1920 Базлук, Архангельская область, РСФСР — 8 февраля 1996, Северодвинск, Архангельская область, РФ) — электромонтёр Северодвинского эксплуатационно-технического узла связи, Герой Социалистического Труда (5 марта 1976).

## Биография
Родился 26 сентября 1920 году в деревне Базлук Яренского уезда Вологодской губернии (ныне Ленского района Архангельской области). В 1940 году окончил Архангельский электротехникум связи. Работал в Пинежском районе Архангельской области.
В 1941—1947 году служил в рядах Красной Армии, участник Великой Отечественной войны. Командовал взводом армейской связи телеграфно-строительной роты в составе 3-й ударной армии 2-го Прибалтийского и 1-го Белорусского фронтов. Войну закончил в звании старшего лейтенанта.
В 1947—1948 годах работал в Вельске (Архангельская область).
В 1948—1960 годах — начальник Молотовской (с 1957-го — Северодвинской) городской конторы связи. За годы работы проявил себя дисциплинированным, неутомимым тружеником, грамотным, любящим свое дело специалистом и руководителем. В 1965—1980 гг. — электромонтер Северодвинского эксплуатационно-технического узла связи. Около 15 лет трудился на этом узле, ремонтируя телефоны. За годы 8-й пятилетки ёмкость телефонной сети увеличилась на пять тысяч номеров, за 9-ю пятилетку на десять тысяч.
Указом Президиума Верховного Совета СССР от 5 марта 1976 года за выдающиеся успехи, достигнутые в выполнении заданий 9-й пятилетки и социалистических обязательств, Афанасову Владимиру Александровичу присвоено звание Героя Социалистического Труда с вручением ордена Ленина и золотой медали «Серп и Молот».
В 1978 году, к 40-летию Северодвинска, под его руководством был создан музей развития средств связи при Северодвинском эксплуатационно-техническом узле связи. С 1980 года на пенсии. После выхода на пенсию выполнял большую работу по профориентации учащихся школ города и продолжал пополнять экспонатами коллекцию музея связи, общественным директором которого оставался до конца жизни.
Скончался 8 февраля 1996 года. Похоронен в Северодвинске на кладбище «Миронова гора».
Награждён орденом Ленина (1976), двумя орденами Отечественной войны 2-й степени (04.04.1945, 11.03.1985), орденом Красной Звезды (05.08.1944), медалями, в том числе «За боевые заслуги» (19.04.1943).
В 2018 году его имя было присвоено улице в застраиваемом квартале Северодвинска.